# 蒂塔巴沃西鎮區 (密歇根州)
蒂塔巴沃西鎮區（英語：Tittabawassee Township）是位於美國密歇根州薩吉諾縣的一個行政鎮區。

## 地方資料
蒂塔巴沃西鎮區的面積為91.90平方千米，當中陸地面積為91.10平方千米，而水域面積為0.80平方千米。根據2020年美國人口普查的數據，當地共有人口10606人，而人口密度為每平方千米115.41人。